# American Warships
American Warships ist ein Low-Budget-Science-Fiction-Film von The Asylum aus dem Jahr 2012. Der Film ist ein Mockbuster zu Peter Bergs Battleship.

## Handlung
Eine unbekannte Gruppe von außerirdischen Kriegsschiffen zerstört eine südkoreanische Insel und mehrere US-Zerstörer und Flugzeugträger. Die Angreifer benutzen dabei eine EMP-Waffe, mit deren Hilfe sie die gesamte moderne Mikroelektronik der Schiffe und Flugzeuge ausschalten. Auch das teilweise bereits zum Museum umgebaute Schlachtschiff Iowa, das sich gerade auf seiner letzten Überfahrt nach San Pedro befindet, wird von dieser Waffe getroffen. Alle elektronischen Geräte fallen ebenfalls aus, nur die historische Technik basierend auf Radioröhren wird von dem EMP nicht zerstört. Das Schlachtschiff kann daher mit Hilfe eines alten Kurzwellentransceivers mit dem Hauptquartier kommunizieren. Als die Außerirdischen auch eine nordkoreanische Basis angreifen, eskaliert die Situation. Der POTUS schickt mehrere Northrop B-2-Bomber los, die einen atomaren Erstschlag der Gegenseite verhindern sollen. Einige von ihnen werden ebenfalls von den Außerirdischen zerstört und es droht ein Dritter Weltkrieg. Der Besatzung der USS Iowa gelingt es, mit Hilfe bereits eingelagerter, historischer Munition die außerirdischen Kriegsschiffe zu zerstören und einen Außerirdischen an Deck zu bringen. Sie sind radioaktiv und wollten die Menschheit dazu bringen, sich mit Hilfe ihrer eigenen Atomwaffen selbst auszulöschen, um anschließend den Planeten zu übernehmen.

## Hintergrund
Der Film wurde innerhalb von 2 Wochen hauptsächlich auf dem Schlachtschiff North Carolina gedreht und besitzt über 250 VFX-Shots. Aufgrund einer Klage der Universal Studios musste The Asylum den Film von American Battleship in American Warships umbenennen.
Der Plot der zu Beginn des Angriffs außer Gefecht gesetzten hochwertigen Elektronik wurde bereits ganz ähnlich zu Beginn der Fernsehserie Battlestar Galactica verwendet. Auch hier wird die Handlung von einem Schlachtschiff (Kampfstern) getragen, das bereits weitgehend zum Museumsschiff umgebaut wurde.
Der im deutschsprachigen Raum betitelte Film American Warships 2 (2014) heißt im Original Bermuda Tentacles und wurde ebenfalls von The Asylum produziert.

## Kritik
„Hollywood lässt ein ‚Battleship‘ vom Stapel, da lässt die Antwort von The Asylum nicht lange auf sich warten. Immerhin Mario van Peebles und der frühere ‚Rocky‘-Hauptgegner Carl Weathers geben sich aus diesem Anlass die Ehre, der eine als smarter Kapitän auf der Brücke, letzterer kaum wiederzuerkennen als General im Pentagon. Die kurzweilige Geschichte ist auch nicht alberner als jene des Blockbusters, und die Qualität der Effekte reicht für hiesige Zwecke völlig aus.“

## Veröffentlichung
In den USA erschien der Film am 15. Mai 2012 auf DVD und Blu-Ray Disc. Veröffentlichungstermin in Deutschland war der 5. Juli 2012.